# Resolució 475 del Consell de Seguretat de les Nacions Unides
La Resolució 475 del Consell de Seguretat de les Nacions Unides, aprovada el 27 de juny de 1980, el Consell va recordar les resolucions 387 (1976), 447 (1979) i 454 (1979) i va expressar la seva preocupació i condemna pels continus atacs contra Angola per Sud-àfrica a través de l'ocupada Àfrica del Sud-oest.
El Consell va exigir Sud-àfrica que cessés els atacs i respectés la sobirania i integritat territorial d'Angola. també va fer una crida a Sud-àfrica perquè deixi d'utilitzar el territori d'Àfrica del Sud-oest per llançar atacs contra Angola i altres països africans. La resolució demana als Estats membres que facin complir la Resolució 418 (1977) i oferir suport immediat a Angola per tal d'enfortir les seves capacitats de defensa.
La Resolució del Consell 475 va ser adoptada per 12 vots a favor i cap en contra; França, el Regne Unit i els Estats Units es van abstenir.